# Estadio Nacional Benjamin Mkapa
El Estadio Nacional Benjamin Mkapa (en inglés: Benjamin Mkapa National Stadium) es un estadio de usos múltiples en la ciudad de Dar es-Salaam, Tanzania, recibe el nombre del tercer presidente de Tanzania, Benjamin William Mkapa. Actualmente se utiliza sobre todo para los partidos de fútbol y posee una capacidad para 60 000 personas. 
El estadio se inauguró en 2007, la estructura fue construida por la Compañía de ingeniería de construcciones Beijing. Tanzania contribuyó con 25 mil millones de TZS y China donó el resto. El complejo fue edificado de acuerdo con las Normas de la FIFA y de los Juegos olímpicos. Sustituyó el Estadio Uhuru como el estadio nacional. 
Cuenta con cinco accesos principales, estacionamiento para 600 vehículos, 114 cámaras de circuito cerrado de televisión , salón VIP y techo extensible.  
El tamaño de la cancha , tal como está revestido para el fútbol asociación , es de 105 m de largo por 68 metros de ancho.
A fines de julio de 2020, el estadio recibió el nombre del difunto expresidente Benjamin Mkapa